# Petăr Janev
Petăr Asenov Janev (in bulgaro Петър Асенов Янев?; Novi Pazar, 3 settembre 1945) è un ex sollevatore bulgaro medagliato mondiale che ha gareggiato nelle categorie dei pesi piuma (fino a 60 kg.) e dei pesi leggeri (fino a 67,5 kg.).

## Carriera
Partecipò alle Olimpiadi di Città del Messico 1968 nella categoria dei pesi piuma, non riuscendo a classificarsi per aver fallito i tre tentativi di ingresso nella prova di distensione lenta.
Nel 1973, dopo essere passato alla categoria superiore dei pesi leggeri, vinse la medaglia di bronzo ai Campionati mondiali de L'Avana con 292,5 kg. nel totale di due prove, alle spalle del sovietico Mucharbij Kiržinov (305 kg.) e del connazionale Mladen Kučev (302,5 kg.).